# Colegio de San Pablo de México
El Colegio de San Pablo, fue una institución educativa establecida por la Orden de San Agustín a finales del siglo XVI en el barrio de la Merced del actual Centro Histórico de la Ciudad de México. El colegio funcionó casi 3 siglos en el mismo lugar hasta su cierre definitivo en diciembre de 1860 y desde 1847 el edificio alberga al hospital Juárez. Fue considerado el mayor coelgio que tuvieron las órdenes religiosas en la Nueva España.

## Historia
En abril de 1575 la Orden de San Agustín se reunió en la sala capitular del convento de San Nicolás de Tolentino de Actopan para elegir al provincial de la orden. En esta reunión resultó elegido por tercera vez Fray Alonso de la Vera Cruz, quien en agosto de 1575 realizó la fundación del colegio de San Pablo, la cual fue realizada por real cédula expedida el 23 de diciembre de 1574, en la cual se expresaba la conveniencia de que la orden tuviera un lugar adecuado para la fundación del colegio, ya que el convento de la Ciudad de México carecía de espacio suficiente y exhortaba al virrey Martín Enríquez de Almansa a reunirse con el provincial Agustino para acordar la entrega de la parroquia de San Pablo, la cual había sido fundada por Pedro de Gante y administrada por los franciscanos hasta 1569, cuando pasó a manos de clero secular. Un alcalde de corte les dio posesión de la parroquia el 30 de julio de 1575, sin embargo el arzobispo Pedro Moya de Contreras y los clérigos se opusieron a la entrega, como resultado, el pleito fue enviado para su solución a la real audiencia, la cual falló a favor de los Agustinos a finales de 1576.
Los agustinos levantaron un edificio con capacidad para 20 religiosos, en el cual funcionó el colegio, que era sustentado por las limosnas que recibía de la administración del territorio parroquial y estaba dedicado a la enseñanza de teología y lenguas. Fray Alonso compró todos los solares y casas alrededor del templo de san Pablo, pensando que el colegio podría irse extendiendo y ampliando. En 1581 derrumbaron la antigua capilla para construir un templo de mejor calidad.
El primer rector del colegio fue fray Pedro Agurto y el para la fundación de su bilbilioteca fueron traídos sesenta cajones de libros provenientes de diferentes universidades de España. La biblioteca también contaba con mapas, globos terrestres planisferios y astrolabios